# Die Fremde (2000)
Die Fremde ist der Titel eines österreichischen Spielfilms von Götz Spielmann aus dem Jahr 2000 nach einem gemeinsam mit Maria Scheibelhofer verfassten Drehbuch, dessen Hauptrollen mit Goya Toledo, Hary Prinz, Martin Feifel, Simon Schwarz, Nina Proll und Fritz Karl besetzt sind. Das Krimidrama wurde 2001 von Österreich als Beitrag für den Auslandsoscar ausgewählt und eingereicht, kam jedoch nicht in die engere Auswahl.

## Inhalt
Im Mittelpunkt des Films um einen geplatzten Kokaindeal steht die Begegnung der Mexikanerin Mercedes mit dem Taxifahrer Harry. Beide hatten bis zu ihrem ersten Aufeinandertreffen nie etwas miteinander zu tun. Die einzige Verbindung zwischen ihnen ist, dass beide scheinbar chancenlos gegen das ihnen zugedachte Schicksal ankämpfen. 
Als Mercedes gemeinsam mit ihrem deutschen Freund Rainer am Wiener Flughafen eintrifft, befindet sich in ihrem Gepäck ein Kilo hundertprozentig reines Kokain. Mercedes und Rainer haben es geschafft, das Rauschgift nach Wien zu schmuggeln, um es dort zu Geld zu machen. Es ist dem Pärchen auch gelungen, den Zoll geschickt auszutricksen. Eigentlich war vorgesehen, dass ein Kontaktmann und Käufer in Wien ihnen den Stoff abnimmt. Da jedoch gerade kurz zuvor bei einer Razzia diverse Drogenhändler festgenommen sind und der Mann nicht auftaucht, ist davon auszugehen, dass er sich ebenfalls unter den Verhafteten befindet. Mercedes, die mittellos ist, weiß nun nicht weiter und steckt erst einmal in Wien fest. Mit dem durch den Verkauf des Kokains erzielten Gewinn, wollte sie eigentlich zurück in ihre Heimat. Von ihrem Freund, der sich vollkommen seiner Drogensucht hingibt, kann Mercedes keine Hilfe erwarten. So beschließt die junge Frau, das Kokain auf eigene Faust zu veräußern. 
Als Mercedes in Schwechat zu dem introvertierten Taxifahrer Harry ins Auto steigt, ist das für den einsamen Mann der Beginn eines großen Abenteuers. Harry, der nach seiner Scheidung sehr zurückgezogen in einer Siedlung am Stadtrand von Wien lebt, wird für die mittellose Mercedes so etwas wie ein Retter in der Not. Er ist sofort hingerissen von Mercedes’ exotischer Schönheit, sodass beide schnell ins Gespräch kommen und Harry der jungen Frau alsbald anbietet, sich erst einmal bei ihm einzuquartieren. Auch beim Verkauf des Stoffes will er ihr behilflich sein. Er verspricht Mercedes einen Kontakt mit einem Wiener Großdealer herzustellen.
Obwohl Harry sich damit viele Probleme und Schwierigkeiten einhandelt, empfindet er sein Leben auf einmal nicht mehr als langweilig und eintönig. Er macht die Erfahrung, dass mit der Drogenmafia nicht zu spassen ist und dass dort mit harten Bandagen gekämpft wird. Und doch wünscht er sich sein altes Leben nicht zurück. 

## Produktion

### Produktionsnotizen
Produziert wurde der Film von der Teamfilm Produktion GmbH (Wien) und Lotus Film GmbH (Wien). Die Dreharbeiten fanden im Sommer 1999 in Wien und in Griechenland statt. Die Produktionsleitung lag bei Gerhard Hannak. Gefördert wurde der Film vom Österreichischen Filminstitut sowie vom Filmfonds Wien unter Beteiligung des ORF-Film/Fernsehabkommens.

### Veröffentlichung
Die Uraufführung des Films fand am 8. September 2000 in Toronto auf dem Internationalen Film Festival  statt. Der Kinostart in Österreich erfolgte am 12. Mai 2000. Am 11. November 2000 wurde er auf dem Thessaloniki International Film Festival in Griechenland gezeigt und am 23. November 2004 auf dem European Film Festival in Hongkong. Im November 2004 lief der Film erneut auf dem Thessaloniki Film Festival. Gezeigt wurde er zudem in Ungarn und in Polen. Der internationale Titel des Films lautet The Stranger.

## Kritik
Das Lexikon des internationalen Films lobte, dass der „klug durchdachte Film“ aus seinem „Zusammenprall von Aufbruchsstimmung und Resignation einen großen Teil seiner dichten Atmosphäre“ beziehe. Weiter wurde ausgeführt: „Eine stilistisch ruhige und authentische Charakterstudie, angelegt als eine Mischung aus verschiedenen Genres, die über das eigentliche Sujet hinaus einen differenzierten Beitrag zum Thema ‚Fremdsein‘ leistet. Kein großer filmischer Wurf, doch, trotz Mängeln in der Bildgestaltung, ein weitgehend gelungener, glaubhafter Film.“
Die Redaktionskritik von Cinema fiel gespalten aus, so hieß es, die Liebesgeschichte bleibe „etwas blass, aber die Mischung aus Realismus und Film-Noir-Elementen“ überzeuge. „Passend dazu“ sei der Krimi „mit melancholischen Jazz-Sounds unterlegt“. Fazit: „Glaubhafter Krimi mit Film-Noir-Atmosphäre.“
Florin Widegger vom Film-Archiv Austria stellte fest: „Fast ein Sommermärchen ist diese entspannte Mischung aus Underdogkrimi und Amour fou, in der Spielmann seine Kernthemen Einsamkeit, Isolation und das Streben nach dem guten Leben aus einem frischen Blickwinkel betrachtet. Ein zu Unrecht etwas in Vergessenheit geratenes Kleinod des österreichischen Kinos aus den Anfängen des neuen Jahrtausends.“
Die Redaktion des Fernsehmagazins Prisma war der Meinung, Regisseur und Koautor Götz Spielmann erzähle „bewusst lakonisch und dennoch ungeheuer intensiv die Geschichte einer Begegnung in einem unwirtlichen Wien von heute, in dem Alltag und Abenteuer, Stillstand und Aufbruch aufeinander prallen“ würden.